# Mormodes aurea
Mormodes aurea là một loài thực vật có hoa trong họ Lan. Loài này được L.C.Menezes & Tadaiesky mô tả khoa học đầu tiên năm 1997.